# Đại sứ Việt Nam tại Hoa Kỳ

## Danh sách đại sứ
| Đại sứ | Đại sứ            | Nhiệm kỳ                                   | Bổ nhiệm bởi      | Tổng thống             | Ghi chú                            |
| ------ | ----------------- | ------------------------------------------ | ----------------- | ---------------------- | ---------------------------------- |
|        | Trần Văn Khá      | 1 tháng 7 năm 1952 - 1954                  | Bảo Đại           | Harry S. Truman        | Quốc gia Việt Nam                  |
|        | Trần Văn Chương   | 16 tháng 8 năm 1954 - 1964                 | Ngô Đình Diệm     | Dwight D. Eisenhower   | Quốc gia Việt Nam                  |
|        | Trần Thiện Khiêm  | 15 tháng 12 năm 1964 - 1965                | Phan Khắc Sửu     | Lyndon B. Johnson      | Việt Nam Cộng hòa                  |
|        | Vũ Văn Thái       | 16 tháng 12 năm 1965 - 1967                | Nguyễn Văn Thiệu  | Lyndon B. Johnson      | Việt Nam Cộng hòa                  |
|        | Bùi Diễm          | 19 tháng 1 năm 1967 - 1972                 | Nguyễn Văn Thiệu  | Lyndon B. Johnson      | Việt Nam Cộng hòa                  |
|        | Nguyễn Hoàn       | 16 tháng 6 năm 1972 - 1972                 | Nguyễn Văn Thiệu  | Richard Nixon          | Việt Nam Cộng hòa                  |
|        | Trần Kim Phượng   | 21 tháng 7 năm 1972 - 21 tháng 5 năm 1975  | Nguyễn Văn Thiệu  | Richard Nixon          | Việt Nam Cộng hòa                  |
|        | Lê Văn Bàng       | 14 tháng 5 năm 1997 - 10 tháng 10 năm 2001 | Võ Văn Kiệt       | Bill Clinton           | Cộng hòa Xã hội chủ nghĩa Việt Nam |
|        | Nguyễn Tâm Chiến  | 10 tháng 10 năm 2001 - 22 tháng 1 năm 2008 | Phan Văn Khải     | George W. Bush         | Cộng hòa Xã hội chủ nghĩa Việt Nam |
|        | Lê Công Phụng     | 22 tháng 1 năm 2008 - 7 tháng 7 năm 2011   | Nguyễn Tấn Dũng   | George W. Bush         | Cộng hòa Xã hội chủ nghĩa Việt Nam |
|        | Nguyễn Quốc Cường | 7 tháng 7 năm 2011 - 23 tháng 2 năm 2015   | Nguyễn Minh Triết | Barack Obama           | Cộng hòa Xã hội chủ nghĩa Việt Nam |
|        | Phạm Quang Vinh   | 23 tháng 2 năm 2015 - 17 tháng 9 năm 2018  | Trương Tấn Sang   | Barack Obama           | Cộng hòa Xã hội chủ nghĩa Việt Nam |
|        | Hà Kim Ngọc       | 17 tháng 9 năm 2018 - 8 tháng 2 năm 2022   | Trần Đại Quang    | Donald Trump           | Cộng hòa Xã hội chủ nghĩa Việt Nam |
|        | Nguyễn Quốc Dũng  | 16 tháng 2 năm 2022-đương nhiệm            | Nguyễn Xuân Phúc  | Joe Biden Donald Trump | Cộng hòa Xã hội chủ nghĩa Việt Nam |